# Oosterwijtwerd
Oosterwijtwerd (Gronings: Oosterwiewerd) is een klein dorp en voormalige gemeente in de gemeente Eemsdelta  in de Nederlandse provincie Groningen. Het ligt ten noorden van de spoorlijn Groningen - Delfzijl en de N360, tussen Loppersum en Appingedam. Het dorp heeft 145 inwoners (1 januari 2023).

## Geschiedenis

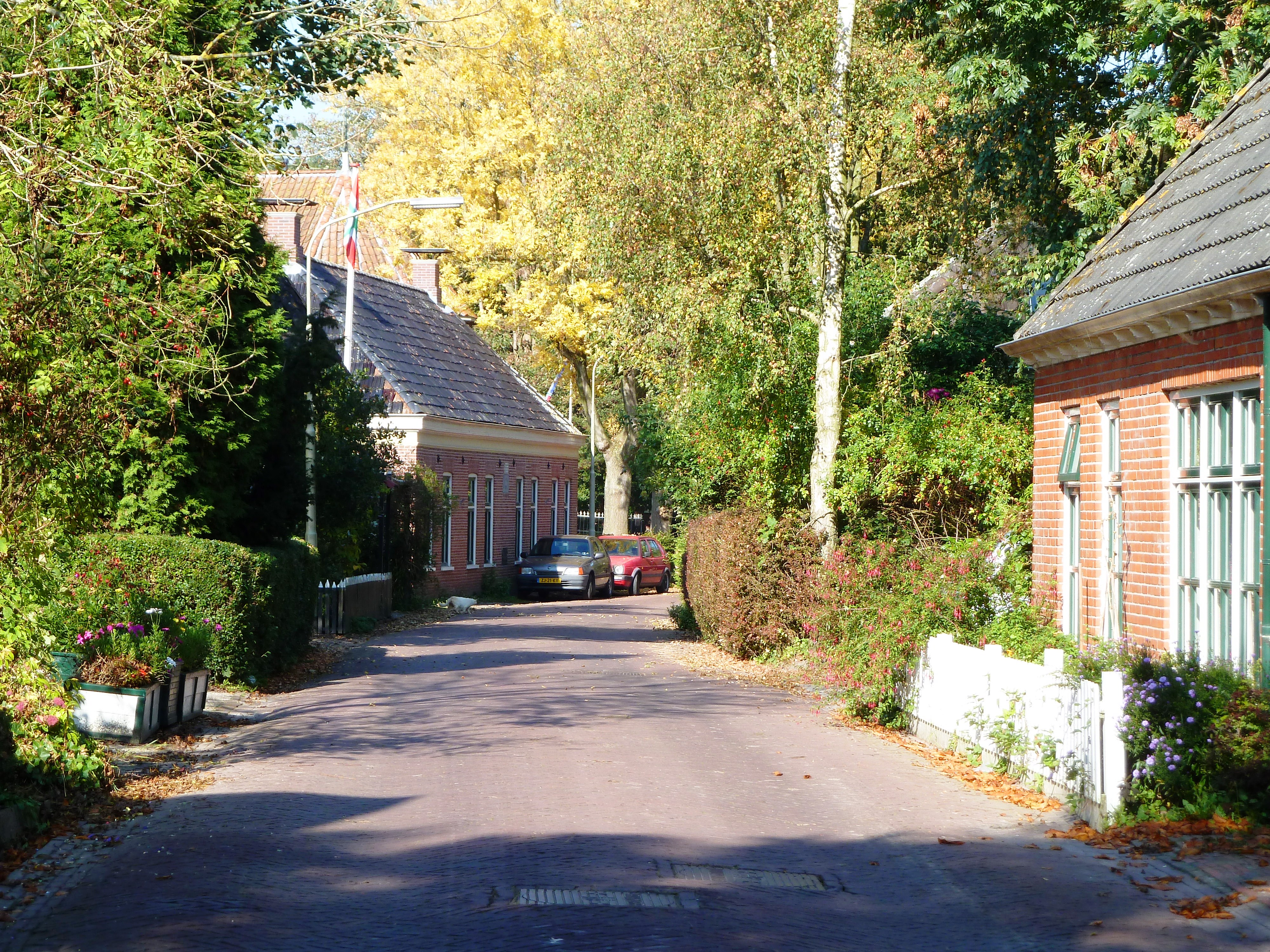
Gezicht op een deel van de Dorpstraat

Oosterwijtwerd is gebouwd op een wierde aan de rand van de vroegere Fivelboezem, ontstaan rond het begin van de jaartelling. De naam wijtwerd is opgebouwd uit de woorden widu ("hout", "struikgewas"; mogelijk ook afgeleid van 'wilg') en weerd ("hoge plaats in waterig land"). Het voorvoegsel Ooster is na de middeleeuwen toegevoegd om het dorp te onderscheiden van Westerwijtwerd. De huidige maren zijn oorspronkelijke getijdengeulen en kreken in het oorspronkelijke kweldergebied. De westgrens van de wierde is het Godlinzermaar, dat ten westen van het dorp samenstroomt met het Leermenstermaar en het Spijkstermaar tot het Oosterwijtwerdermaar, dat ver ten zuiden van het dorp instroomt in het Damsterdiep. In 1536 werd het dorp verwoest door troepen van Meindert van Ham. Het oostelijke onbebouwde deel van de wierde is rond 1900 afgegraven. Dat deel wordt aangeduid als de lege wier. Later werd ook het westelijkste deel afgegraven, waarvoor zelfs een boerderij werd verplaatst. Met de afgravingen verloor het dorp ook zijn radiale wierdestructuur.
In de 20e eeuw werd het dorp uitgebreid langs de Damsterweg. Tegen het eind van die eeuw was het complete winkelbestand verdwenen, waaronder een smederij, bakkerij, kleermaker, naaister, kuiperij/wagenmaker, schoenmaker en kruidenier. Ook de beide dorpscafés sloten hun deuren. Wel zijn er nu twee eetcafés. In de 19e eeuw werd aan de zuidzijde van het dorp de spoorlijn Groningen - Delfzijl aangelegd. Oosterwijtwerd had een eigen stopplaats, stopplaats Oosterwijtwerd.
Oosterwijtwerd was tot 1811 een zelfstandige gemeente en ging daarna op in de gemeente 't Zandt.

## Bevolkingsontwikkeling
| Demografische ontwikkeling tussen 1795 en                           |
| ------------------------------------------------------------------- |
|                                                                     |
| ■ Data afkomstig van volkstellingen.nl ■ Data afkomstig van het CBS |

## Gebouwen

### Kerk en voorwerk

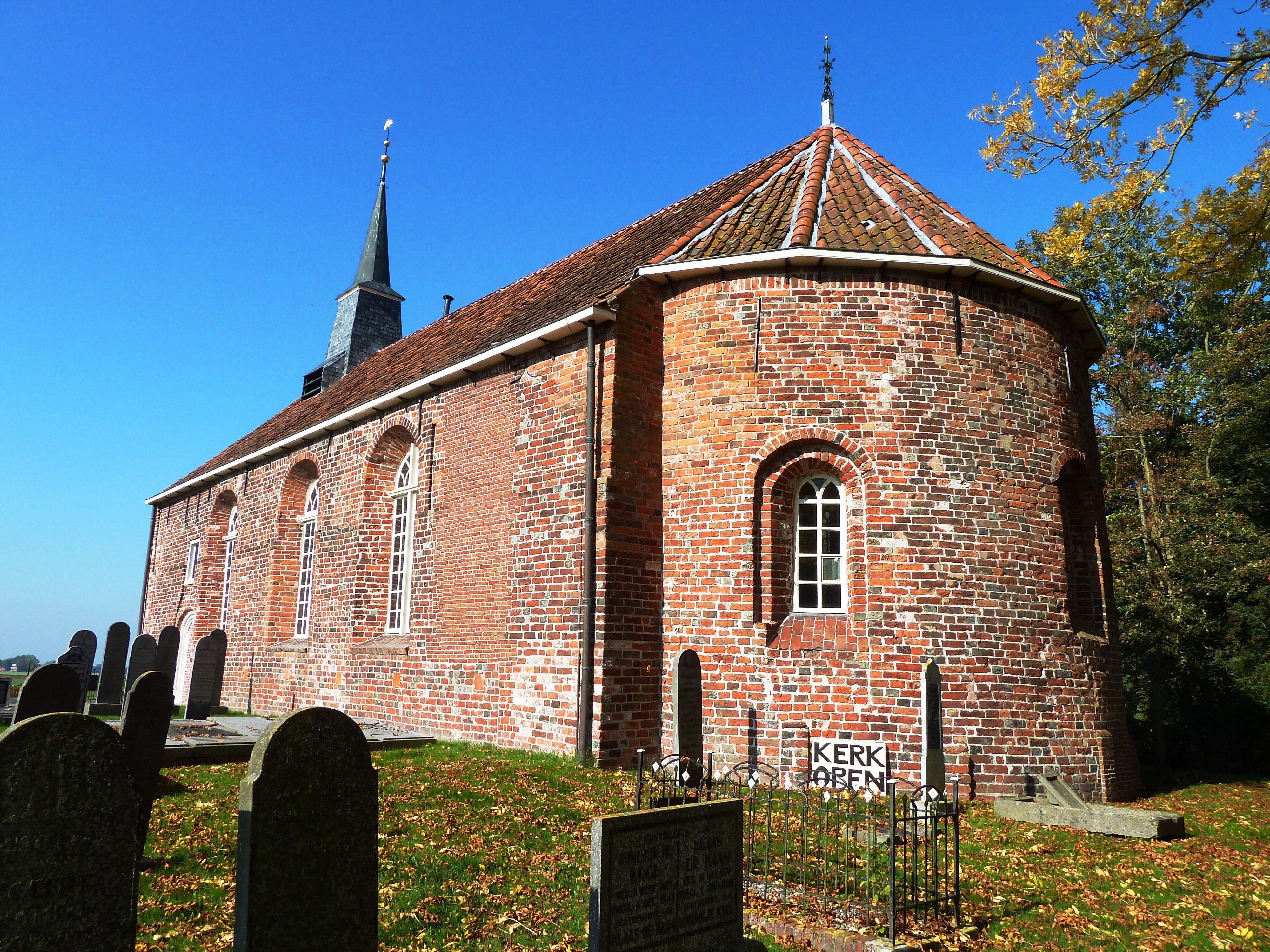
Hervormde kerk

Op de wierde staat de Mariakerk, een van de eerste kerken in de provincie Groningen die geheel gebouwd werden van baksteen. De kerk kan dateren uit de tweede helft van de 12e eeuw of uit omstreeks rond 1237, volgens dendrochronologisch onderzoek aan de kap.
Oorspronkelijk was het kerkje gewijd aan Maria en was het een belangrijke Maria-bedevaartplaats. Ten noorden van de kerk stond een pelgrimshuis, waarvan de jezuïtische pater Franciscus Mijlemans nog omstreeks 1644 de ruïnes zag. Een oude vrouw vertelde hem later dat er nog in 1640 een pelgrimstocht werd gehouden, waarbij 'van alle gewesten de pilgrims aldaer bijeen' kwamen. Processies waren in Groningen echter al na de Reductie van 1594 verboden en de gebouwen die ermee verband hielden, moesten werden afgebroken. Dat het Mariabeeld nog ongeschonden in de kerk zou staan, is onwaarschijnlijk. Ook de classisnotulen maken geen melding van een dergelijke verering. Op deze plek van het pelgrimshuis verrees in 1676 een nieuw gasthuis.
In de protestantse tijd vormde Oosterwijtwerd een kleine kerkelijke gemeente, die tot 1671 met Garrelsweer was gecombineerd, tot 1839 met Eenum en tussen 1955 en 1977 met Leermens. In 1977 ging hij op in de hervormde gemeente De Wierden (Godlinze, Leermens, Oosterwijtwerd en 't Zandt), die ten slotte in 2004 met Loppersum en Zeerijp-Eenum-Westeremden fuseerde tot de hervormde wijkgemeente Maarland (Loppersum).
De losstaande klokkentoren van de Oosterwijtwerder kerk stortte in 1664 in tijdens het luiden ter herdenking van de dood van stadhouder Willem Frederik. Ter vervanging van de toren werd in 1665 een dakruiter geplaatst. Het kerkje is sinds 1979 eigendom van de Stichting Oude Groninger Kerken, die het in 1985 en 1992 restaureerde. In 1997 werd er de laatste kerkdienst gehouden. Het orgel is in 1741 gebouwd als kabinetorgel door ChrIstiaan  Müller. In 1845 werd het door H.E. Freytag enigszins vergroot en in de kerk van Oosterwijtwerd geplaatst.

### Klooster
Bij Oosterwijtwerd bevond zich in de vijftiende eeuw een kloostervoorwerk van de Johannieter commanderij te Dünebroek in Wymeer in Oost-Friesland. Het klooster wordt 1472 vermeld, maar bestond vermoedelijk al geruime tijd. Bij het klooster hoorden landerijen in Oosterwijtwerd, Wirdum, Eenum, een perceel hoogveen in Slochteren en maar liefst 300 deimten (zo'n 150 hectare) in het Hoeksmeer, die kennelijk van het klooster Bloemhof waren overgenomen. Het klooster bezat verder de parochiekerk en de pastorie van Oosterwijtwerd. Mogelijk hield de verzelfstandiging van het klooster verband met de vestiging van de vrome Oost-Friese hoofdeling Focko Ukena in Oosterwijtwerd.
Het klooster bleek echter niet levensvatbaar en had schulden. In 1475 stelde men vast dat het tijdens de ambtsperiode van een aantal commandeurs zeer
verderfflick (armlastig) was geworden. Vermoedelijk om die reden heeft men ook het kloosterbezit te Wilderhof verkocht. Het moederklooster weigerde het klooster weer onder zijn hoede te nemen. Ten slotte ontfermde Heveskesklooster zich in 1476 over de commanderij en vormde het weer om tot een voorwerk. In 1609 werden de Johannieter bezittingen verbeurd verklaard door Stad en Lande en in bezit genomen door de protestanten.

### Borg

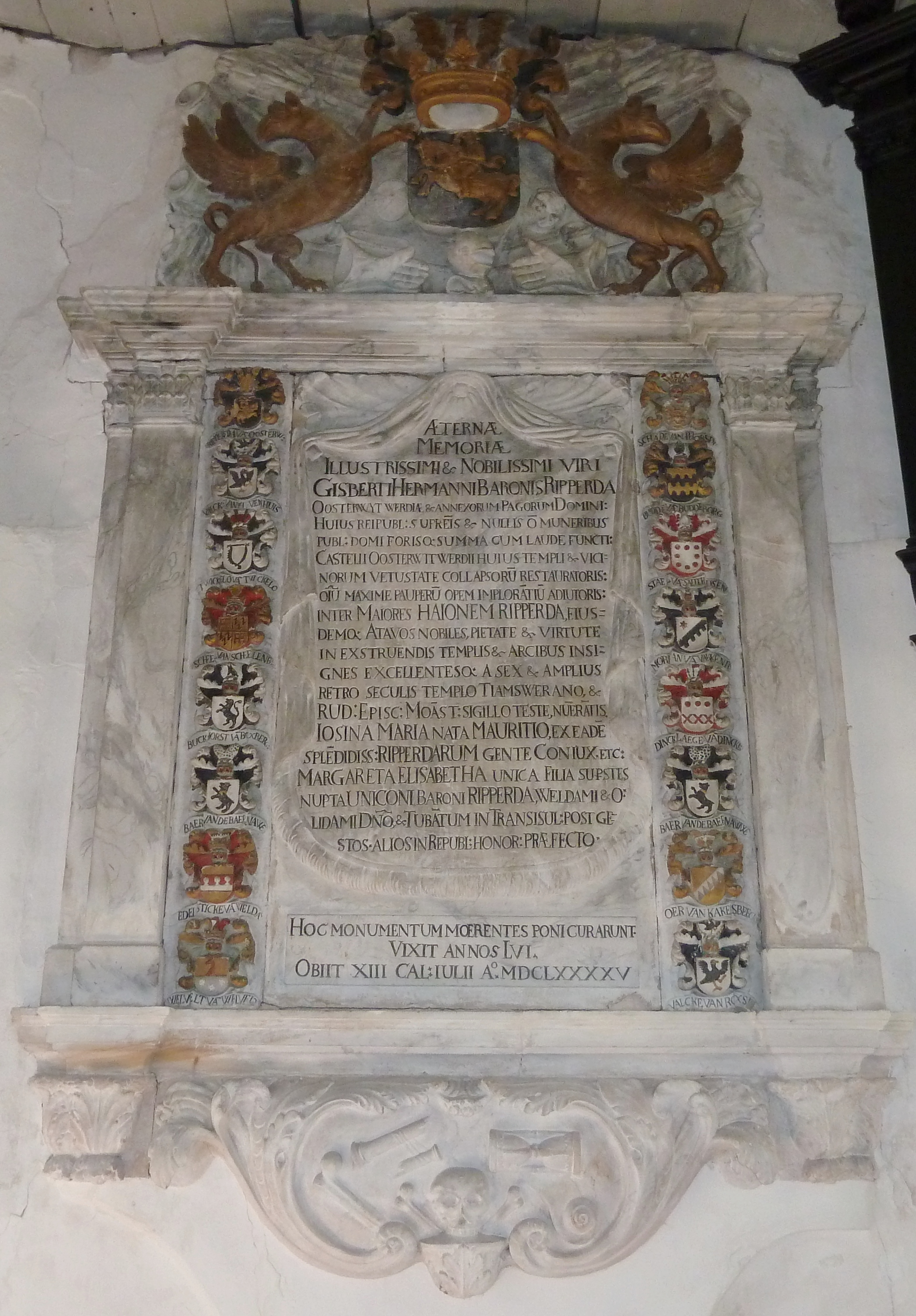
Zandstenen epitaaf in de kerk voor Gijsbert Herman Ripperda (overleden 1695), die de kerk verbouwde

In 1411 werd door Focko Ukena de borg Huis ter Oosterwijtwerd gebouwd, die in 1452 in het bezit kwam van het geslacht Ripperda (en daarom ook wel Ripperdaborg wordt genoemd. In 1500 werd de borg bezet door de stad Groningen, die er 60 man legerde en de borg versterkte, alvorens zich weer terug te trekken toen graaf Edzard erheen oprukte. Na 1738 kwam de borg in handen van de nazaten van de Ripperda's. Rond 1750 (na 1745) werd zij afgebroken. Op het voormalige borgterrein (Dorpsstraat 20) werd in 1789 een boerderij gebouwd, die tegenwoordig Schathuis Wijtwerder Heerd wordt genoemd. De grachten werden later opnieuw uitgegraven. De vroegere aanwezigheid van de Ripperda's komt met name tot uiting in de kerk; in de wapens op de 17e-eeuwse herenbank, rouwborden, een grafkelder en een zandstenen epitaaf.

### School
In het dorp staat aan de Dorpstraat 15 het oude schoolgebouw, waarvan het bouwjaar onbekend is, maar dat verbouwd werd (extra klaslokaal) rond 1900 onder leiding van architect Oeds de Leeuw Wieland. In 1935 werd het gebouw gesloten en ging de school, samen met die van Leermens en Eenum, op in de openbare basisschool bij de Dieftil over het Eenumermaar, gelegen tussen de drie dorpen. Deze school werd in 2013 gesloten. Voor onderwijs en andere voorzieningen zijn de inwoners nu aangewezen op Appingedam of Loppersum. In de school bevindt zich nu een visrestaurant.

### Andere gebouwen
De oude weem van het dorp werd eind 19e eeuw gesloopt om plaats te maken voor de in 1896 gebouwde pastorie aan de Dorpstraat 31. In 1905 werd het kleine verenigingsgebouw 'Rehoboth' gebouwd tegenover de kerk, waar vroeger vergaderingen en zondagsschool werd gehouden en dat nu dienstdoet als atelier. Aan de Dorpstraat 25-27 staat een langgerekt diaconiegebouw (armenhuis) uit 1879, dat een ouder gasthuis uit 1707 verving en gerestaureerd werd in 1988. Gevelstenen van beide stichtingsjaren en het jaar van restauratie zijn verwerkt in de voorgevel. Aan de Dorpstraat 24 staat een in eclectische stijl opgetrokken huis uit ongeveer 1880, waarin midden in de voorgevel een nis is gemaakt, waarin een beeld is geplaatst. Het huis op nr. 26 ('De Kleine Wereld') dateert volgens een gevelsteen uit 1860 en werd lange tijd bewoond door streekromanschrijfster Netty Streef.
In 1743 werd een pelmolen gebouwd aan oostzijde van de Oosterwijtwerdermaar, nabij de Dieftil (toen nog Pelmolentil), die later ook werd gebruikt als korenmolen en in 1889 afbrandde. Ter vervanging werd de dat jaar afgebroken koren- en pelmolen uit Briltil uit 1818 naar Oosterwijtwerd gehaald en herrees daar hetzelfde jaar als korenmolen. Deze molen had als hulp een elektromotor, die in 1934 werd vervangen door een Bronsmotor. Drie jaar later werd de molen onttakeld en in 1962 afgebroken.
De begraafplaats 'Rusthof' aan de Ripperdastraat 17 werd in 1931 aangelegd, toen ook het baarhuisje met het expressionistisch paraboolvormige dak werd gebouwd, dat lijkt op dat op de begraafplaats van Garsthuizen.

## Externe links

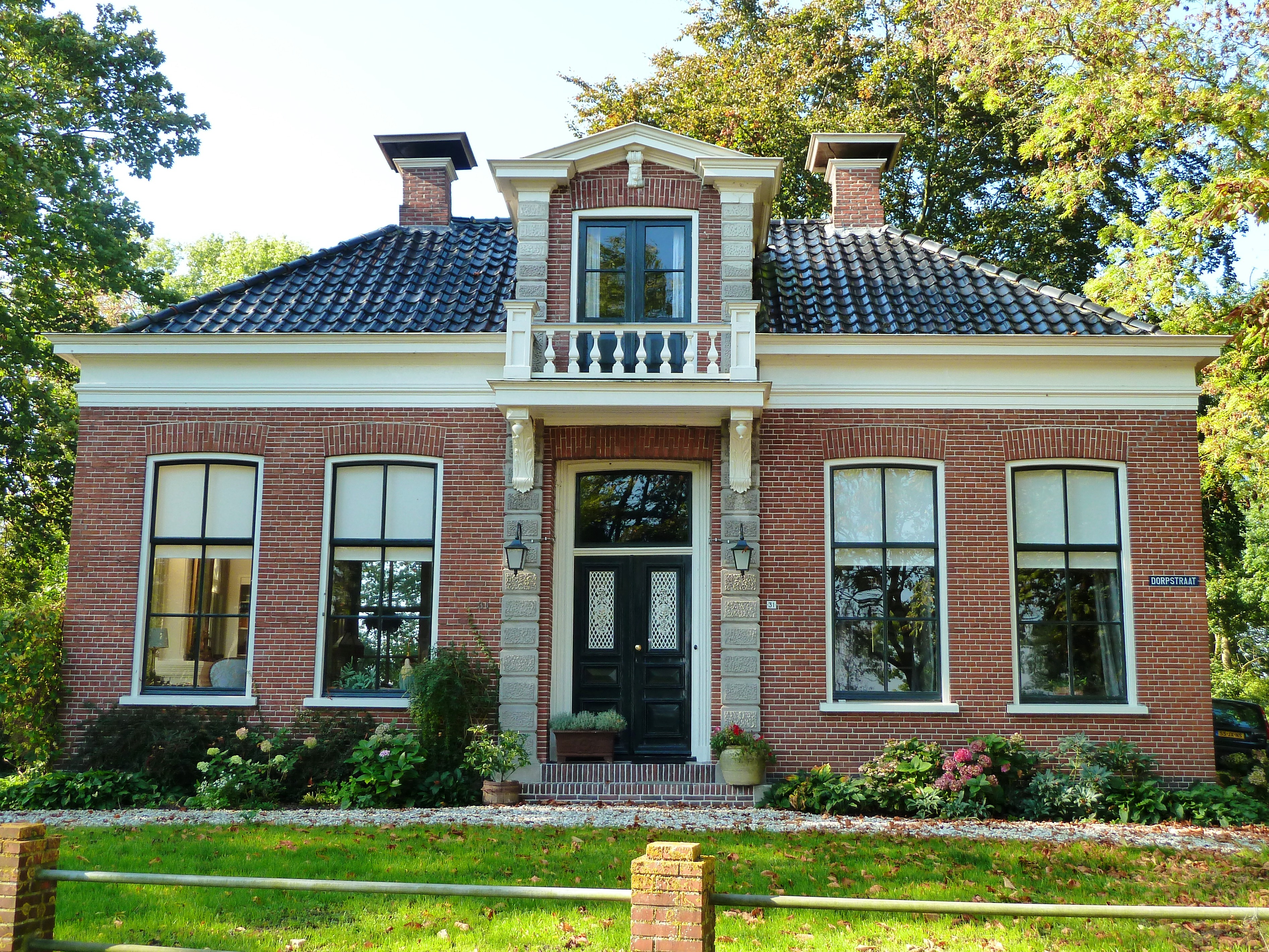
Pastorie (1896)
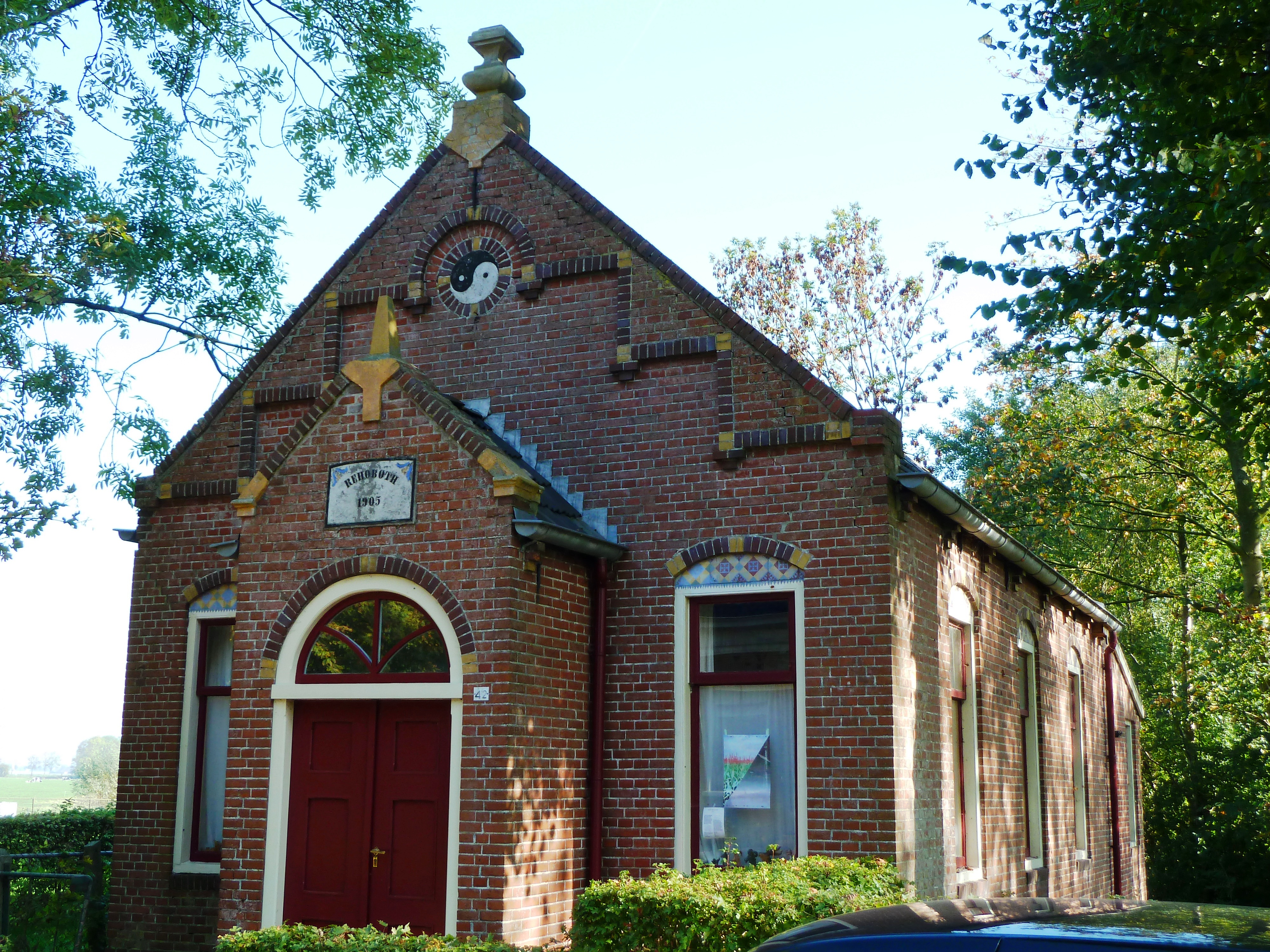
Verenigingsgebouw (1905)
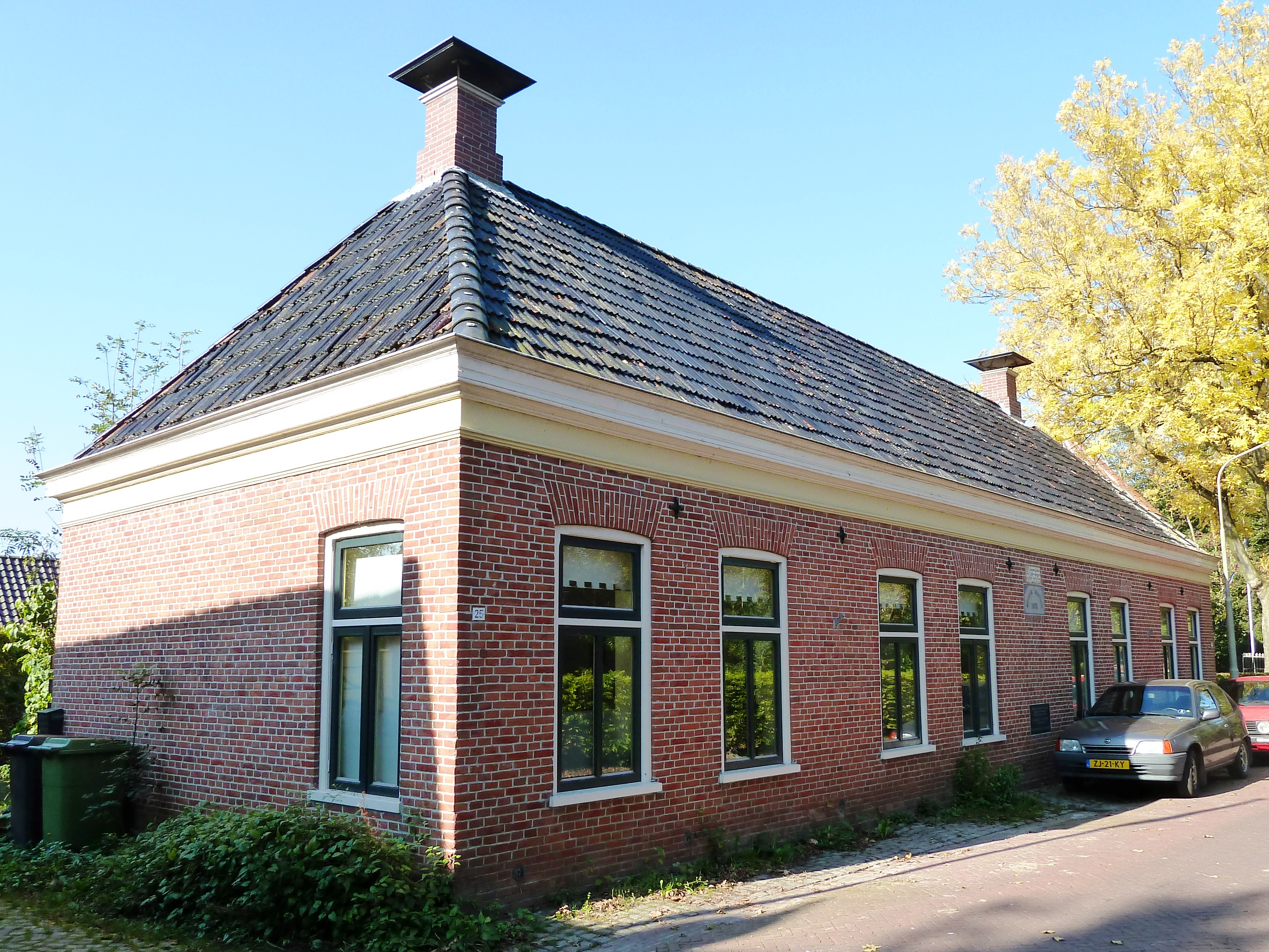
Diaconiegebouw (1879)
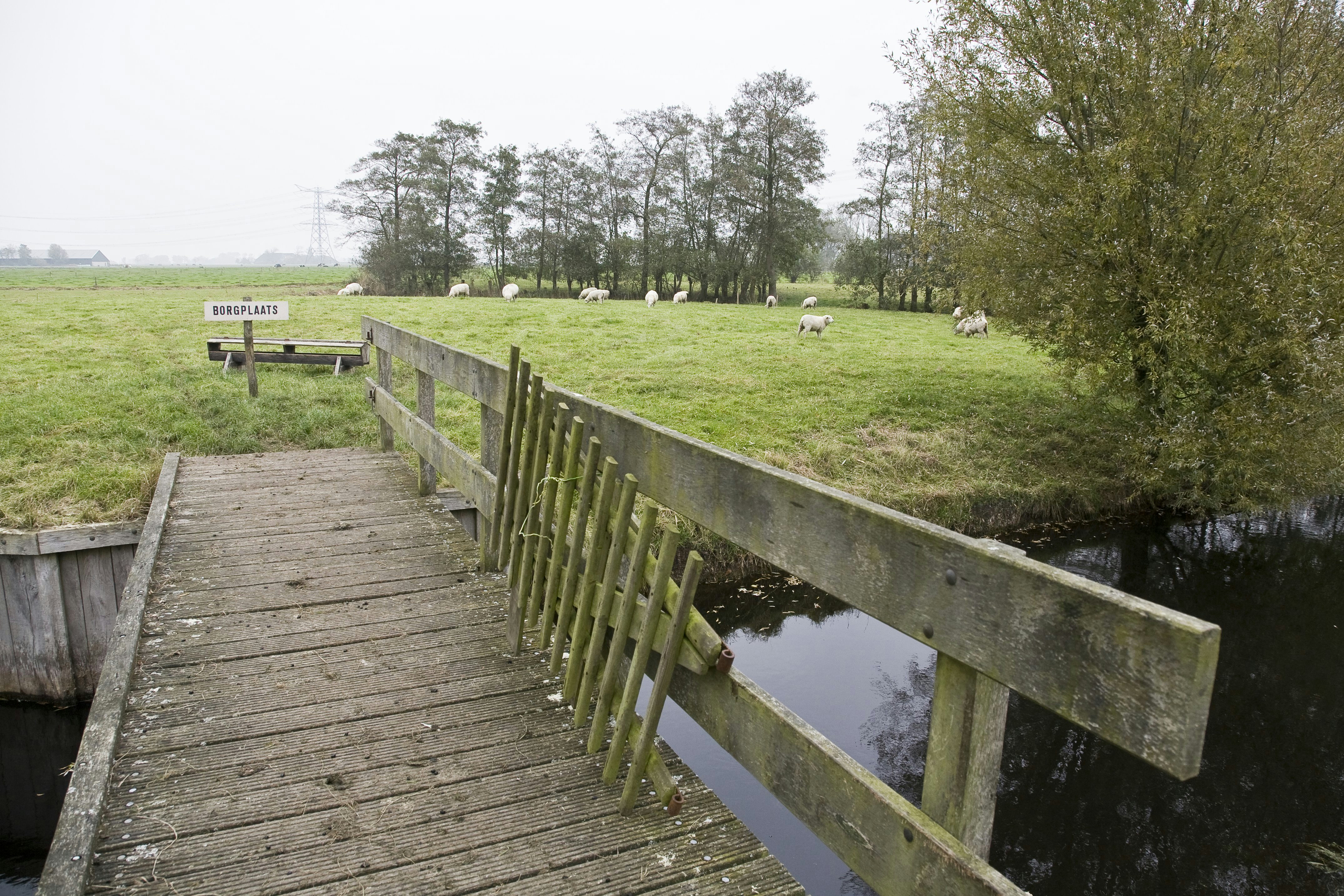
Borgterrein Huis te Oosterwijtwerd
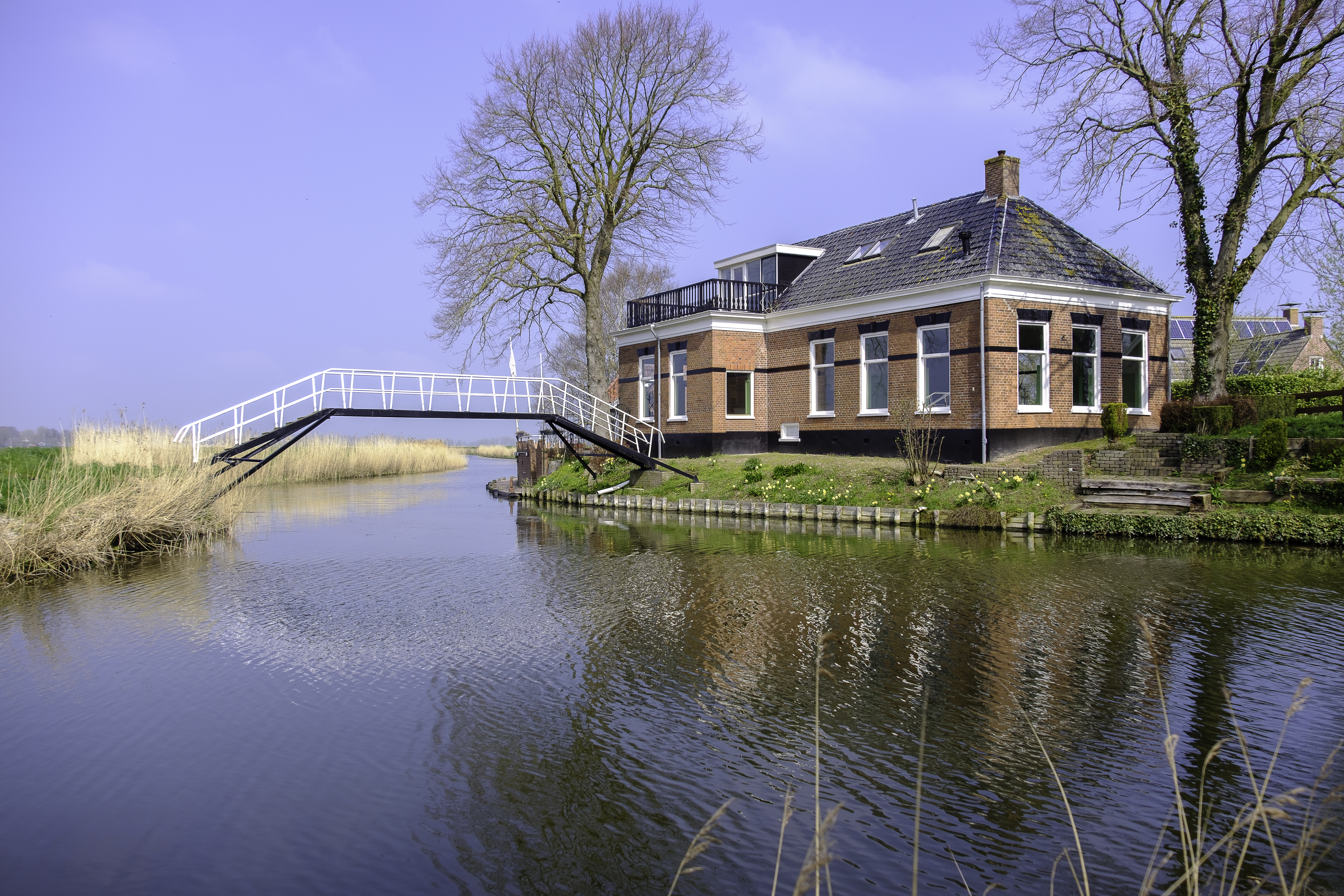
Restaurant Veldzicht op de hoek van de Oosterwijtwerdermaar. Op de achtergrond (onder het hoogholtje door gezien) stroomt de Leermenstermaar en links de Eenumermaar samen met deze maar. Het hoogholtje hangt samen met het verdwenen voetpad dat vroeger langs de Leermenstermaar naar Leermens liep.
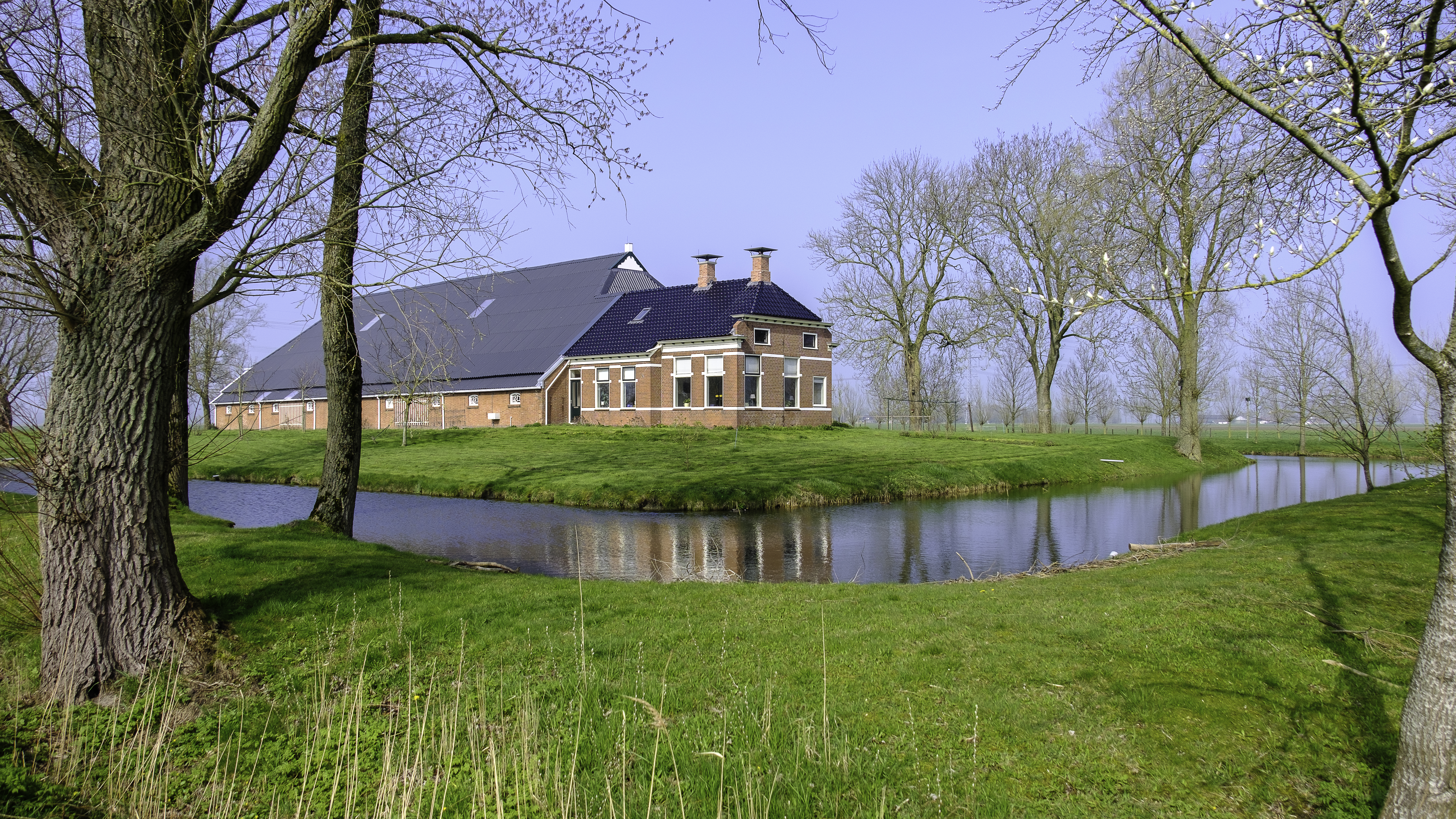
De omgrachte boerderij Batenburg ten zuidoosten van het dorp